# Martinsrieth

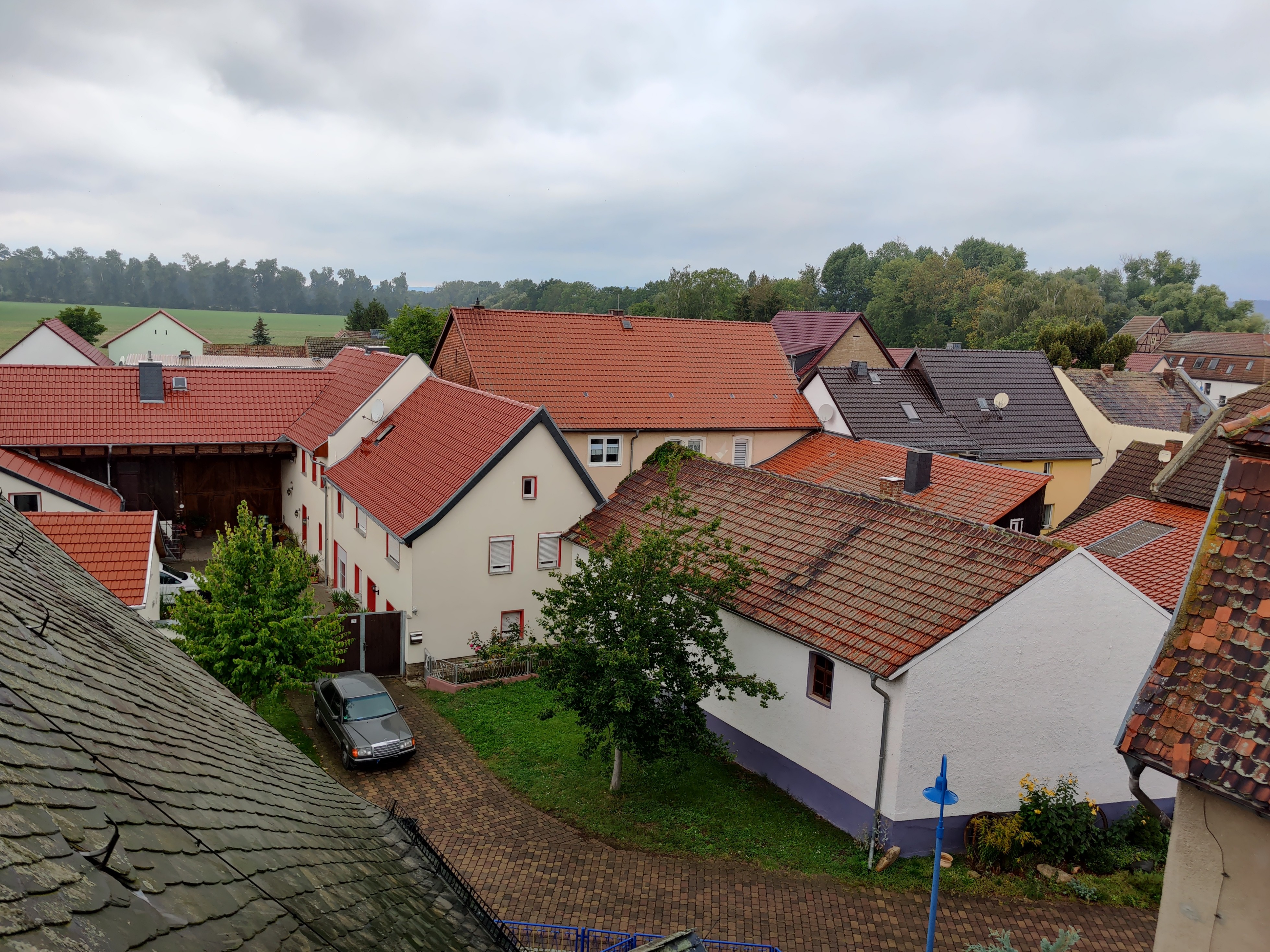
Blick vom Kirchturm

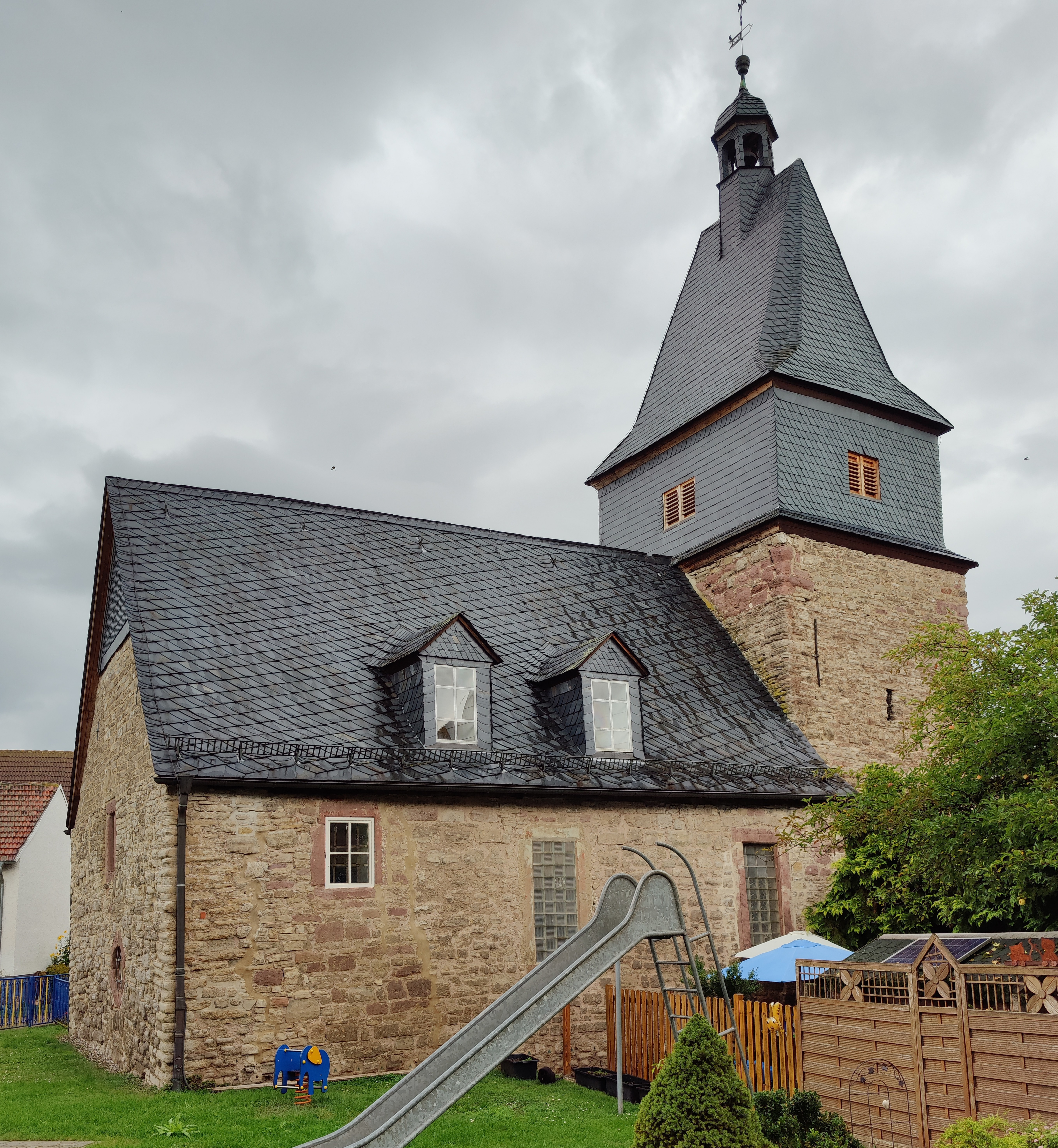
Dorfkirche St. Martin

Martinsrieth ist ein Ortsteil der Gemeinde Wallhausen im Landkreis Mansfeld-Südharz in Sachsen-Anhalt, Deutschland.

## Geografische Lage
Martinsrieth liegt im sogenannten Rieth im unteren Helmetal, nordöstlich des Kyffhäusers und südwestlich der Kreisstadt Sangerhausen, von der eine Verbindungsstraße in den Ort und weiter nach Riethnordhausen führt.

## Geschichte
Martinsrieth gehörte bis 1815 zum Amt Sangerhausen im Königreich Sachsen und gelangte dann an den Regierungsbezirk Merseburg der preußischen Provinz Sachsen. Von 1952 bis 1990 gehörte Martinsrieth zum DDR-Bezirk Halle.
Am 1. Juli 2009 wurden die bis dahin eigenständigen Gemeinden Martinsrieth und Riethnordhausen nach Wallhausen eingemeindet.
Mit einer Gründung im Jahre 1809 gilt der Martinsriether Fastnachtsverein als ältester Fastnachtsverein Deutschlands.

## Politik

### Bürgermeister
Letzter Bürgermeister von Martinsrieth war Eberhard Krieger.

## Kirche
Die Kirche St. Martin ist das Herzstück des Ortes. Sie wurde in der zweiten Hälfte des 12. Jahrhunderts erbaut.

### Wappen
Das Wappen wurde vom Heraldiker Lutz Döring gestaltet.